# アブリザル・バクリ
アブリザル・バクリ（インドネシア語：Aburizal Bakrie, 1946年11月15日 - ）はバクリグループの党首であり、グループの創業者アフマド・バクリの長男。2004年からは政治家としても活動している。

## 経歴
1972年、アブリザルはインドネシア・プリブミ青年実業家連合を設立した。1973年にはバンドン工科大学で電子工学の修士号を獲得した。1982年に「バクリ・アンド・ブラザーズ」の副社長に就任した。1986年、国際青年会議所から「世界の代表的青年実業家」として表彰された。1988年にグループ創業者のアフマド・バクリが亡くなり、アブリザルは父の後を継いでグループの会長に就任した。1989年、グループの持ち株会社の1つである「バクリ・ヌサンタラ社」社長に就任した。また、1994年から2004年までインドネシア商工会議所 (KADIN) の会頭を務めた。

### 政治活動
2004年の大統領選挙でアブリザルはスシロ・バンバン・ユドヨノ候補の選挙活動を資金面から支持し、ユドヨノが大統領に就任した後は2004年から2006年まで経済担当調整相、2006年から2009年までは国民福祉担当調整相を務めた。2009年、アブリザルは連立与党の一つゴルカル党の党首に就任し、また政府与党連絡協議会会長の地位に就いた。2012年7月にはゴルカル党の大統領候補となった。2014年9月に野党連合「メラ・プティ」の会長の座を得た。

#### 党首を巡る争い
2014年から2015年にかけては、ゴルカル党内でアグン・ラクソノとの争いが発生した。ゴルカル党は2014年の大統領選挙でグリンドラ党党首プラボウォ・スビアントを大統領候補に、国民信託党党首ハッタ・ラジャサを副大統領候補に推挙したが、ジョコ・ウィドドとユスフ・カラの大統領・副大統領候補が当選した。その後、野党に転落したゴルカル党内において、野党に留まるべきだと考えるバクリ党首と与党に対し融和的なアグン・ラクソノ副党首の派閥が対立した。2つの派閥はそれぞれ党大会を開催してバクリとラクソノのどちらが正当な党首か争うことになった。2015年3月3日の「党裁判所」ではバクリ派が党大会を前倒しにして2014年11月に開催したことが問題視され、ラクソノが正当な党首だと判断された。10日には法務・人権相も同じ判断を下した。この結論を不服としたバクリは裁判所に訴え、10月20日に最高裁判所は法務・人権相の判断を無効とする判決を下した。その後、2015年の統一地方選で大敗したゴルカル党内は内紛の解決に向けて動き、両者とも役職を退いて臨時党大会で新たな党首を選出することになった。2016年5月17日ゴルカル党の臨時党大会が開催され、前国会議長（当時）のスティヤ・ノファントが新党首に選出され、バクリは最高顧問になった。